# Libertad (Uruguai)
La ciutat de Libertad (en castellà i oficialment Ciudad de Libertad) es troba al departament de San José, Uruguai, a 51 km de Montevideo.
El seu nom s'inspira en els desigs dels primers colons de la zona, molts dels quals eren immigrants que venien a la recerca de "Llibertat". Va ser fundada el 1872 per Carlos Clauzolles, a vores d'un riu en camps que havien pertangut al financer francès José Buschental. Anys més tard, després de les notables inundacions que sofria la zona, la ciutat es muda uns quilòmetres fins a la seva ubicació actual.

## Economia
L'economia gira entorn de la producció de la granja, la lleteria i la indústria. En època recent s'han instal·lat nombroses indústries que van revitalitzar la ciutat. Com és el cas de Bonprole (associació entre Bongrain, empresa francesa, i Conaprole, empresa uruguaiana). LEB, empresa brasilera dedicada a la fabricació de preformes d'ampolles i de "niló film". Dirox, empresa italiana, el gir del qual és al sector químic.